# 克莱县 (密西西比州)
克萊郡（英語：Clay County）是美國密西西比州東北部的一個縣。面積1,077平方公里。根据美國2000年人口普查，共有人口21,979人。縣治西點（West Point）。
克萊郡成立於1871年5月12日。縣名紀念代表肯塔基州的聯邦參議員、國務卿亨利·克萊（Henry Clay）。

## 地理
根据美国人口调查局的数据克莱县面积1,077平方公里，其中陆地面积1,058平方公里，水域面积19平方公里（占总面积的1.79%）。

### 主要公路
- 美国45号公路
- 25号州际公路
- 46号州际公路
- 47号州际公路
- 50号州际公路

### 邻县
- （北）
- 门罗县（东北）
- 朗兹县（东南）
- （南）
- 韦伯斯特县（西）

## 人口
根据2000年的人口普查数据克莱县有21,979名居民，分8,152户，5,885个家庭，其人口密度为21人每平方公里。其中42.82%的人是白人、56.33%是美国黑人、0.05%是美洲土著人、0.16%是亚洲人、0.01%是太平洋土著人、0.21%是其他人中，0.42%是混血儿。0.86%是西班牙裔或拉丁美洲裔的人。
市内的8,152户中35.7%有18岁以下的未成年人、45.8%是结婚夫妇、22.4%是带孩子的单身妇女、27.8%不是家庭、25.5%是单身汉、11.0%有65岁以上的老年人。平均每户2.64人，每个家庭的平均大小为3.19人。
市内人口结构为28.8%为18岁以下、10.4%为18至24岁、26.5%为25至44岁、21.1%为45至64岁、13.1%为65岁以上。平均年龄为34岁。女对男的性别比为100：89.1。18岁以上人的性别比为100：83.6。
市内每户的平均年收入为27,372美元，每个家庭的平均年收入为35,461美元。男子的人均年收入为30,038美元，女子的人均年收入为19,473美元。人均年收入为14,512美元。约19.2%的家庭或23.5%的居民生活在贫困线以下，其中包括34.2%的未成年人和21.9%的老年人。

## 市镇
- 西點